# Just Be Free
Just Be Free es una Maqueta publicada por Warlock Records con música grabada por la cantante estadounidense Christina Aguilera. Tras terminar su contrato en The Mickey Mouse Club, Aguilera, que entonces tenía quince años, empezó a grabar el álbum con los productores Robert Allecca y Michael Brown, de Nueva Jersey. Ambos le dieron la oportunidad de utilizar un estudio de grabación y le presentaron una maqueta.
Desde el punto de vista musical, el álbum contiene temas de baile y baladas, y en él Aguilera interpreta canciones en español. El disco fue concebido para exhibir la voz de Aguilera en un esfuerzo por llegar a los sellos discográficos, una empresa que en realidad resultó contraproducente después de que las grabaciones no fueran muy bien recibidas entre los críticos. Seis años después de la finalización del álbum y de que Aguilera hubiera alcanzado el éxito general, Brown y Allecca publicaron el disco. Just Be Free ha vendido más de 129.000 copias en Estados Unidos.

## Antecedentes
Tras la noticia de que The Mickey Mouse Club grabaría su última temporada, Aguilera buscó un contrato discográfico. Pasó un tiempo en Filadelfia para grabar maquetas con varios productores, con la esperanza de publicar un álbum cuando terminara el instituto. Mientras grababa la última temporada del programa, empezó a trabajar con los productores Roberts Allecca y Michael Brown, de Nueva Jersey. La pareja acabó entablando una relación con Aguilera y su familia y le ofrecieron tiempo de estudio. Según su biógrafo Pier Domínguez, le dijeron que las maquetas que grabaran serían de su propiedad, pero también que nunca publicarían el material comercialmente. Grabó once temas «en bruto e inacabados» que luego se convirtieron en las sesiones de estudio de Just Be Free.

### Estilo musical
Las cintas se concibieron como una forma de introducir a Aguilera en la industria musical, y se describieron como un intento de «poner un pie en la puerta» para crear interés en sus habilidades musicales. Durante las sesiones de grabación, Aguilera experimentó con diferentes idiomas, grabando canciones como la que da título a la canción «Just Be Free» en Español.  Musicalmente, el álbum se compone generalmente de pistas de baile y baladas, estas últimas creadas en un esfuerzo por mostrar el talento vocal de Aguilera. Casi todas las canciones del álbum fueron coescritas por Aguilera con Bob Allecca y Michael Brown. Pier Domínguez, autor de A Star Is Made dijo: «La composición de canciones de Christina demostró ser una señal temprana de la intensa implicación artística que la cantante tendría en cada una de las empresas en las que decidiera embarcarse durante su carrera. A los catorce años ya demostraba que, ante todo, era una música y una artista de talento».

## Demanda y lanzamiento
Después de descubrir que Allecca y Brown iban a publicar el álbum, Aguilera comenzó los preparativos para demandar a la pareja en un esfuerzo por detener el lanzamiento. Aguilera presentó una demanda contra Warlock Records y las filiales Platinum Recordings y JFB Music por «uso indebido de su nombre y licencia en el próximo álbum Just Be Free».  Carla Christofferson, su abogada en aquel momento, explicó que «estamos intentando impedir que publiquen estas primeras grabaciones, que no son de la calidad con la que se la asocia ahora mismo». Sin embargo, el presidente de Warlock Records, Adam Levy, consideró que, a pesar de que a Aguilera no le gustara el material, le parecía una mirada a su vida en el momento de la grabación. Declaró: «Es una gran mirada a lo que estaba haciendo, estamos encantados [de publicar el disco]. Me alegro más por los productores del álbum, que querían sacarlo. Espero que los fans puedan apreciarlo». Christofferson respondió alegando que Warlock Records intentó “aprovecharse” del éxito de Aguilera. En respuesta a la demanda, Warlock Records presentó su propia demanda en un intento de asegurar el lanzamiento del disco. Durante el proceso, Aguilera accedió a que Warlock Records lanzara Just Be Free tras llegar a un acuerdo con la compañía y sus afiliados. Permitió el lanzamiento con la condición de que la discográfica tuviera que incluir una carta escrita por Aguilera en cada álbum publicado.

Just Be Free se grabó cuando tenía 14 y 15 años. A esa temprana edad, hice las grabaciones como un posible trampolín hacia una carrera en la música, que es mi máxima pasión. Las grabé sólo para abrirme camino en el mundo de la música. No era mi intención que las grabaciones se difundieran ampliamente, sobre todo después de firmar con un gran sello discográfico. No he actualizado ni terminado las versiones grabadas en mi infancia, y se publican «tal cual», aunque intenté evitar su publicación durante varios años. Las grabaciones no reflejan en absoluto mi gusto musical actual ni dónde me encuentro como artista. El crecimiento y el desarrollo vocal que experimenté al llegar a la edad adulta no se reflejan en las grabaciones. El álbum de nuevas grabaciones que pretendo publicar este otoño será el que refleje realmente mi arte, mi visión y mi pasión. Espero que las grabaciones de Just Be Free sean una nota a pie de página en una carrera musical que sueño dure muchos años.

Levy se refirió al acuerdo: «Christina sabe que estos chicos trabajaron en este disco, que se grabó y que tienen derechos sobre él, y nosotros éramos sensibles al hecho de que ella debía poder controlar su nombre y su imagen», dijo Christofferson: Iban a sacarlo de una forma u otra y de esta forma Christina pudo hacer una declaración en el álbum, y está contenta por ello». Aguilera eligió la fotografía que se utilizó en la portada del álbum, en la que aparece a la edad en la que se grabó el disco.
Just Be Free debutó y alcanzó el número 71 en el Billboard 200 y ha vendido más de 129.000 copias en Estados Unidos. Desde entonces, el álbum está disponible en servicios de streaming.

## Recepción crítica
El álbum recibió críticas generalmente negativas por parte de la crítica. Stephen Thomas Erlewine de AllMusic entendió por qué Aguilera no estaba satisfecha con el lanzamiento del material, calificando las canciones de «pre-profesionales» y «dance-pop genérico de principios de los 90». Señaló que Just Be Free no alcanzaba la calidad de su álbum de debut homónimo debido a su producción «sosa».  David Browne de Entertainment Weekly dio al álbum una calificación de D, citando la producción del álbum y describiendo el contenido como «teen-jailbait» debido a letras como «Why don't you stay with me tonight». 
Pier Domínguez, autor de A Star Is Made, comentó que las sesiones demostraban «la habilidad vocal en bruto de Christina» a pesar de calificar el contenido de «aburrido», añadiendo que «el hambre de éxito de Christina realmente aparece en estas canciones, ya que canta con el corazón con emoción tensa, tratando de sonar como si estuviera dejando todas sus inhibiciones libres». ¡Si de hecho coescribió las canciones, entonces también fueron una demostración de la destreza compositiva de Christina, porque las letras del álbum podrían calificarse de poco originales y quizás incluso cursis, pero no podría decirse que no fueran pegadizas». Del mismo modo, Stephanie McGrath de JAM! Music también vio por qué Aguilera no querría que se publicara el álbum. Aunque reconoció el potencial de Aguilera como vocalista, escribió «Las canciones en sí son terribles, temas de club anticuados, abrumados por efectos pobres y ritmos mundanos». En una crítica más positiva, Jane Stevenson del Toronto Sun dijo: «La combinación de canciones dance -en realidad mucho más divertidas de lo que tienen derecho a ser- y baladas sobreexcitadas no dista mucho de la música que saca hoy en día, aunque mucho menos pulida."

## Lista de canciones
Todas las canciones están escritas por Bob Allecca, Michael Brown y Christina Aguilera, excepto donde se anota.

| N.º   | Título                                                   | Duración |  |
| 1.    | «Just Be Free»                                           | 3:43     |  |
| 2.    | «By Your Side»                                           | 4:07     |  |
| 3.    | «Move It» (dance mix)                                    | 3:44     |  |
| 4.    | «Our Day Will Come» (writers: Mort Garson, Bob Hilliard) | 4:05     |  |
| 5.    | «Believe Me»                                             | 4:17     |  |
| 6.    | «Make Me Happy» (writers: LaForest Cope, Michael Brown)  | 3:54     |  |
| 7.    | «Dream a Dream»                                          | 4:51     |  |
| 8.    | «Move It»                                                | 3:37     |  |
| 9.    | «The Way You Talk to Me»                                 | 4:05     |  |
| 10.   | «Running Out of Time»                                    | 3:55     |  |
| 11.   | «Believe Me» (dance remix)                               | 4:36     |  |
| 12.   | «Just Be Free» (Spanish version)                         | 3:41     |  |
| 48:35 |                                                          |          |  |

## Charts
| Chart (2001)                   | Peak position |
| ------------------------------ | ------------- |
| Estados Unidos (Billboard 200) | 71            |

## Créditos y personal
Créditos tomados de Discogs
- A&R [Supervisión A&R] - Bryan N. Calhoun
- Dirección artística [Dirección], Diseño - Amy Kwong
- Coros [Adicional] - Slim Man (pistas: 7)
- Coproductor, Remix - Joe Ercole (pistas: 7), Tim Camponeschi (pistas: 7)
- Productor, Música de, Productor Ejecutivo - Bob Allecca, Michael Brown (pistas: 12)
- Voces - Christina Aguilera